# Walt Disney Studios Motion Pictures
Ne doit pas être confondu avec Walt Disney Studios Motion Pictures International.
La société Walt Disney Studios Motion Pictures (anciennement Buena Vista Film Distribution Company, Buena Vista Distribution Company et Buena Vista Pictures Distribution) assure la distribution des productions cinématographiques de la Walt Disney Company. Elle dépend de sa division Walt Disney Studios.

## Historique

### 1953-1960: Buena Vista Pictures Distribution

L'ancien logo de Buena Vista

En 1937, le studio Disney signe un contrat de distribution avec RKO Pictures. Fin 1948, RKO encore le distributeur du studio Disney à l'époque refuse de commercialiser le film L'Île aux phoques qui ne dure qu'une demi-heure. Disney signe alors un contrat directement avec quelques cinémas de Los Angeles et New York pour projeter le film. Ce n'est qu'après avoir démontré être commercialement intéressant que RKO a accepté de distribuer le film dans le reste des États-Unis. En 1953, pour la sortie du film Le Désert vivant le studio contacte son distributeur RKO Pictures mais celui-ci est un peu frileux quant au succès d'une série True-Life Adventures.
L'idée que le studio devienne son propre distributeur est portée par Roy O. Disney frère de Walt qui avait déjà poussé son frère à accorder des licences pour des produits dérivés au début des années 1930. La filiale de distribution de Disney est créée sous le nom de Buena Vista Pictures Distribution le 10 novembre 1953 par Walt Disney afin de ne plus être lié à d'autres groupes cinématographiques. Le premier film à être distribué par Buena Vista est Le Désert vivant de la série des True-Life Adventures. Le contrat avec RKO s'arrête pour les longs métrages en 1954 et pour les courts métrages en 1956.
En 1954, Leo F. Samuels, premier président de la filiale et responsable mondial des ventes pour Walt Disney Productions évoque la stratégie du groupe au magazine Motion Picture Herald : « Par étape successive nous avons repris le contrôle de notre musique, de nos produits dérivés et des nos accessoires. Il est donc naturel qu'un jour nous distribuions nous même nos films. » L'un des premiers directeurs est Irving Ludwig engagé en 1940 comme représentant de commerce pour Fantasia.
Son siège social était situé à New York, jusqu'au début des années 1970.

### 1961-2006: Buena Vista Distribution
La société est renommée Buena Vista Distribution en 1961 puis elle fut intégrée à Buena Vista Entertainment du fait des multiples activités de la société. Le logo de la société représentait la silhouette du château de la Belle au bois dormant à Disneyland en Californie jusqu'en 2007.
En 1968, Buena Vista achète les droits de distribution et annonce la sortie du film La Grande Vadrouille aux États-Unis et donc la possibilité de concourir pour les Oscars dans la catégorie film étranger. Le film français sort en février 1969 sous le titre Don't Look Now... We're Being Shot At.
En juillet 1978, le film Tête brûlée et pied tendre est le premier à utiliser le logo coloré de Buena Vista Distribution ce qui n'a pas amélioré l'image de Disney à l'époque, les deux entités semblant séparées. Ce n'est qu'à la toute fin des années 1970, que le studio se lance dans l'édition de film sur support vidéo de masse. La première sortie pour la société d'une production sur support vidéodisque/LaserDisc a eu lieu le 16 décembre 1978. En janvier 1979, Buena Vista achète les droits de distribution d'un film produit par un studio hors Disney, Take Down et en assure la distribution. C'est la première fois que la société Disney fait cela depuis la mort de Walt Disney en 1966. En octobre 1980, édite ses premiers films à la fois sur support VHS et betamax. En plus de quelques compilations de courts métrages d'animation, dix films sont édités sous ces formats dont Le Trou noir et Un amour de Coccinelle.
Le premier long métrage d'animation Disney à sortir en vidéo est Dumbo, édité en juin 1981 mais en location seulement. Alice au pays des merveilles est lui édité de la même façon en octobre 1981 puis les deux titres sont mis en vente libre à partir de 1982.
À partir de juillet 1985, Pinocchio est à son tour édité en vidéo et inaugure le système pour les sorties vidéo Disney : un « titre est édité, disponible en temps limité, retiré ensuite de la vente afin de permettre une période moratoire et une réédition quelques années plus tard ». Ce système a été baptisé « The Vault » (« le coffre-fort) ». C'est aussi en 1985 qu'est sorti la première tentative d'édition directe en vidéo avec Breakin' Through de Peter Medak. Le système n'a été relancé qu'en 1994 avec le premier long métrage d'animation en direct-to-video, Le Retour de Jafar puis d'autres productions. Auparavant le studio ressortait ses films à un intervalle moyen de sept ans, le temps qu'une nouvelle génération d'enfants grandisse.
En 1991, les sociétés Buena Vista Home Entertainment (ou Buena Vista Distribution) et Buena Vista International sont créées pour assurer la distribution des productions des différents groupes de Buena Vista.
Le 4 septembre 1997, Buena Vista Home Entertainment annonce qu'elle éditera des films sur support DVD.
Le 1er juin 2006, BVHE annonce la vente de films en ligne à partir du 6 juin via le service CinemaNow. Le 17 juillet 2006, Buena Vista Home Entertainment annonce ses premiers disques blu-ray pour le 19 septembre 2006. Le 19 septembre 2006, Disney édite son premier lot de disque Blu-ray.
Le 7 mars 2019, le lancement du service Disney+ va mettre un terme à la politique commerciale du Vault en offrant l'intégralité du catalogue de films Disney en ligne au lieu de l'alternance de disponibilités-indisponibilités artificielles,,.

### Depuis 2007: Walt Disney Studios Motion Pictures
Le 25 avril 2007, une information est parue sur la suppression possible à partir du mois de mai 2007 du nom Buena Vista au profit de Disney. Ce renommage rentrerait dans une politique de simplification des marques de la Walt Disney Company entamée par Robert Iger. Le nouveau nom est officiellement depuis août 2007 Walt Disney Studios Entertainment, la filiale de distribution est ainsi devenue Walt Disney Studios Motion Pictures.
Le 8 février 2009, Steven Spielberg annonce achever la signature d'un contrat de 6 ans pour accorder à Disney la distribution de 30 films de DreamWorks SKG,. Le 22 juillet 2009, Walt Disney Studios Motion Pictures annonce la commercialisation au Japon de films au format MicroSD, fournies par Panasonic.
Le 11 février 2010, Disney annonce que la sortie DVD aux États-Unis du film Alice au pays des merveilles (2010) de Tim Burton devrait se faire trois mois après sa sortie en salle, ce qui mécontente les exploitants de salles. Le 28 juillet 2010, UTV Motion Pictures annonce que Walt Disney Studios Home Entertainment assurera la distribution en Inde des grosses productions du studio. Le 5 octobre 2010, Disney France et VidéoFutur signent un accord de distribution en vidéo à la demande. Le même jour, Disney renouvelle son contrat de distribution de films en Asie sur les chaînes du groupe Fox International Channels. Le 18 octobre 2010, Disney annonce payer 115 millions d'USD à Paramount Pictures pour reprendre les droits de commercialisation et de distribution de deux films Marvel, The Avengers (2012) et Iron Man 3 (2013). Le 1er novembre 2010, Disney annonce que la distribution de films (Walt Disney Studios Motion Pictures) et de séries télévisées (Disney-ABC Television Group) sur support et sur internet sera gérée par une même entité de Disney Media Networks,. La filiale télévisuelle est nommée Disney Media Distribution.
Le 31 janvier 2011, Chuck Viane annonce son départ pour juillet 2011 de la présidence de la distribution globale de Walt Disney Studios Motion Pictures après 25 ans de carrière chez Disney et Dave Hollis, employé depuis 10 ans chez Disney, doit assurer la transition avec un remplaçant encore non désigné et reporter à Bob Chapek. Le 28 février 2011, Disney signe un accord avec La Sexta pour diffuser 60 films sur la chaîne espagnole LaSexta3. Le 30 juin 2011, Disney crée une filiale en Afrique du Sud pour assurer la distribution de ses films.
Le 31 janvier 2012, RTL Group signe un contrat de trois ans avec Walt Disney Studios Motion Pictures pour diffuser des films du catalogue Disney en Allemagne sur les chaînes de Mediengruppe RTL Deutschland. Le 8 février 2012, Disney annonce réduire sa fenêtre de distribution pour les DVD et Blu-Ray en location chez Redbox à 28 jours. Le 29 août 2012, DreamWorks ne renouvelle pas son contrat de distribution international avec Disney. Le 20 novembre 2012, Disney annonce la fermeture du site de vidéo en ligne Disney Movies Online pour le 31 décembre. Le 23 novembre 2012, Disney signe un contrat de diffusion avec l'espagnol Wuaki.tv, filiale de Rakuten, pour un catalogue de films et séries disponible sur des appareils connectés à internet. Le 4 décembre 2012, Disney et Netflix signent un contrat de diffusion pour des films de Walt Disney Animation Studios, Pixar Animation Studios, Marvel Studios et Disneynature, des anciens films à partir de 2013 et les nouveaux à compter de 2016.
Le 4 janvier 2013, Disney annonce que Les Mondes de Ralph sera le premier film disponible aux États-Unis en téléchargement avant sa sortie en DVD/Blu-Ray (12 février contre 5 mars). Le 5 mars 2013, Walt Disney Studios et Sensio Technologies signent un contrat pour diffuser du contenu 3D en VOD. Le 7 mars 2013, Disney rejoint avec Paramount et Lionsgate la Digital Cinema Distribution Coalition, alliance d'AMC, Regal, Cinemark, Universal Pictures et Warner Bros pour la distribution de films par satellite en Amérique du Nord. Le 17 avril 2013, la presse révèle une dispute financière entre Disney et AMC Theatres au sujet de leur part respective des revenues sur les ventes de billet pour la sortie du film Iron Man 3. Le 23 avril 2013, Disney est désormais en conflit avec AMC Theatres, Regal Entertainment et Cinemark pour la vente de billet du film Iron Man 3. Le 26 avril 2013, Disney, AMC, Regal et Cinemark parviennent à un accord pour le prix des billets. Le 14 mai 2013, Netflix annonce que les productions Disney-Marvel et Dreamworks sont disponibles sur son service au Royaume-Uni et en Irlande. Le 20 novembre 2013, OMD filiale de Omnicom Group annonce reprendre le contrat publicitaire de la division cinématographique de Disney estimé à 800 millions d'USD.
Le 26 février 2014, Disney lance Disney Movies Anywhere aux États-Unis, un service gratuit de stockage de films de type cloud pour les films achetés sur support physique ou au travers d'une application mais uniquement compatible avec iOS,,. Le 9 août 2014, en raison d'un conflit entre Disney et Amazon sur les prix, ce dernier stoppe les précommandes de certains films dont Les Gardiens de la Galaxie.
Le 2 septembre 2015, DreamWorks annonce rompre son contrat de distribution avec Walt Disney Studios en 2016 au profit d'Universal,,. Le 8 septembre 2015, Disney annonce que son service Disney Movies Anywhere est disponible sur Amazon Video et Microsoft Movies et le sera le 18 septembre sur Roku et Android TV,. Le 14 septembre 2015, Disney signe un contrat avec Tencent pour rendre disponible en streaming la saga Star Wars en Chine avant la sortie de Star Wars, épisode VII : Le Réveil de la Force. Le 17 septembre 2015, Disney négocie avec Netflix pour rendre Star Wars disponible en streaming en Amérique latine avec la sortie de Star Wars, épisode VII : Le Réveil de la Force,,,. Le 30 septembre 2015, Lionsgate signe un contrat de distribution pour la Russie avec Walt Disney Studios Motion Pictures,. Le 12 octobre 2015, Sky renouvelle son partenariat avec Disney pour sécuriser la sortie des prochains films des studios Disney-Marvel-Lucasfilm au Royaume-Uni sur son service Sky Movies au détriment de Netflix ou Amazon,,.
Le 25 janvier 2016, selon Variety, Disney/ABC Home Entertainment démarcherait les réseaux de télévisions pour un lot de 9 films Star Wars alors que l'épisode VII vient juste de sortir. Le 13 décembre 2016, plusieurs studios hollywoodiens dont Disney gagnent le procès intenté en juin contre le site VidAngel qui détournait la location dématérialisée de DVDs à la journée pour 1$ en un service vidéo à la demande. Le 14 décembre 2016, Disney demande aux autres studios d'Hollywood d'adhérer au service Disney Movies Anywhere en ajoutant leur contenu.
Le 27 septembre 2017, Disney et National CineMedia (en) lancent Noovie un service de régie publicitaire pour les salles de cinéma américaines proposant du contenu exclusif Disney avant les films. Le 30 novembre 2017, Disney intente un procès contre le spécialiste américain de location de films Redbox en raison de la vente des codes des copies numériques sans la version physique des films,,,. Le 22 décembre 2017, Disney demande une injonction contre Redbox pour faire stopper la vente de code de téléchargement associé à des boîtiers de DVD ou Blu-ray en location. Le 27 janvier 2018, dans l'affaire qui l'oppose à Disney, Redbox contre-attaque arguant d'une mauvaise interprétation du droit d'auteurs.
Le 20 février 2018, dans l'affaire qui l'oppose à Redbox, un juge déboute Disney de sa demande d'injonction qui aurait forcer Redbox à suspendre ses ventes en ligne,. Le 9 avril 2018, Disney demande une injonction complémentaire dans le procès qui l'oppose à Redbox un peu avant la sortie en vidéo de Black Panther,. Le 31 août 2018, Disney obtient une injonction dans le procès qui l'oppose à Redbox,.
Le 17 juin 2019, dans le procès opposant VidAngel et les groupes Disney, Fox et Warner Bros. la justice impose une amende de 62,4 millions d'USD pour piratage à l'encontre de VidAngel. Le 2 juillet 2019, la presse indique que Disney a supprimé à la suite de l'affaire Harvey Weinstein une scène bonus de Toy Story 2 jugée sexiste dans les dernières éditions bluray et numériques sorties en juin 2019, dans laquelle le prospecteur promet à deux barbies jumelles de jouer dans le prochain film avec un rire salace, typique d'une promotion canapé,. Le 25 juillet 2019, Disney signe un contrat avec Google Play pour proposer les films Disney, Marvel et Star Wars en 4K,.

## Autres informations

### Les directeurs
- Leo F. Samuels, premier président à partir de 1953[6]
- Irving Ludwig nommé directeur en 1953 puis président de 1959 jusqu'à sa retraite en 1980[91].
- Dick Cook de 1980 à septembre 2009[92].

### La distribution sous Buena Vista
Entre 1957 et 1959, la société de distribution Buena Vista, créée en 1952 pour distribuer les films de Disney, tente de distribuer des productions non Disney, six films font partie de cette première tentative.
- Si tous les gars du monde (avril 1957) réalisé par Christian-Jaque
- Les Jeunes Années d'une reine (janvier 1958) réalisé par Ernst Marischka
- The Missouri Traveler (mars 1958) réalisé par Jerry Hopper
- Les Feux du théâtre (Stage Struck) (avril 1958) réalisé par Sidney Lumet
- Le Fier Rebelle (mai 1958) réalisé par Michael Curtiz
- Simon le pêcheur (octobre 1959) réalisé par Frank Borzage

### Contrat avec le Studio Ghibli
En 2001, Buena Vista a signé un contrat avec la société de diffusion du Studio Ghibli (fondé par Hayao Miyazaki et Isao Takahata, dirigé par Toshio Suzuki) lui donnant les droits de distribuer hors du Japon les œuvres du grand maître japonais des dessins animés de long métrage, souvent comparé à Walt Disney. Ainsi la société sort les films du studio Ghibli en DVD numérotés sur la tranche en chiffres arabes et japonais. Cette numérotation correspond seulement à l'ordre de parution des DVD et non pas à l'ordre (chronologique) de sortie des films au Japon.
1. Princesse Mononoké (2001)
2. Le Voyage de Chihiro (2002)
3. Le Château dans le ciel (2003)
4. Le Royaume des chats (2004)
5. Kiki la petite sorcière (2005)
6. Le Château ambulant (2006)
7. Porco Rosso (2006) (Réédition avec numéro)
8. Mon voisin Totoro (2006)
9. Pompoko (2006)
10. Nausicaä de la Vallée du Vent (2007)
11. Souvenirs goutte à goutte (2007)
12. Les Contes de Terremer (2007)
13. Ponyo sur la falaise (2008)